# Crataegus austromontana
Crataegus austromontana är en rosväxtart som beskrevs av Chauncey Delos Beadle. Crataegus austromontana ingår i hagtornssläktet som ingår i familjen rosväxter. Inga underarter finns listade i Catalogue of Life.